# 天主教聖帕爾滕教區
天主教聖帕爾滕教區（拉丁語：Dioecesis Sancti Hippolyti）是羅馬天主教在奧地利的一個教區。屬維也納總教區。1785年1月28日自帕紹教區升為教區。

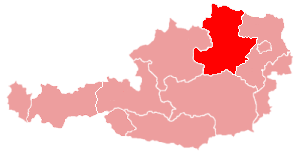
聖帕爾滕教區管轄範圍圖

教區位於下奧地利州西部。2011年，有528,549名教友，估轄區總人口85.7%，有424個堂區、377名司鐸、78名終身執事、233名修士、166名修女。現任教區主教為克勞斯·孔。